# Setopagis
Setopagis — рід дрімлюгоподібних птахів родини дрімлюгових (Caprimulgidae). Представники цього роду мешкають в Південній Америці. Раніше їх відносили до роду Дрімлюга (Caprimulgus), однак за результатами молекулярно-генетичного дослідження їх було переведено до відновленого роду Setopagis.

## Види
Виділяють чотири види:
- Дрімлюга колумбійський (Setopagis heterura)[6]
- Дрімлюга малий (Setopagis parvula)
- Дрімлюга венесуельський (Setopagis whitelyi)
- Дрімлюга гаянський (Setopagis maculosa)

## Етимологія
Наукова назва роду Setopagis походить від сполучення слів дав.-гр. σης — міль і παγις — пастка.